# Cel·la (arquitectura)

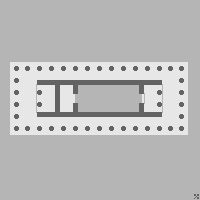
Planta de temple amb la cel·la ressaltada

Una cel·la (del llatí cella 'dormitori', 'rebost'), és la cambra interior d'un temple en arquitectura clàssica.

## Temples grecs i romans

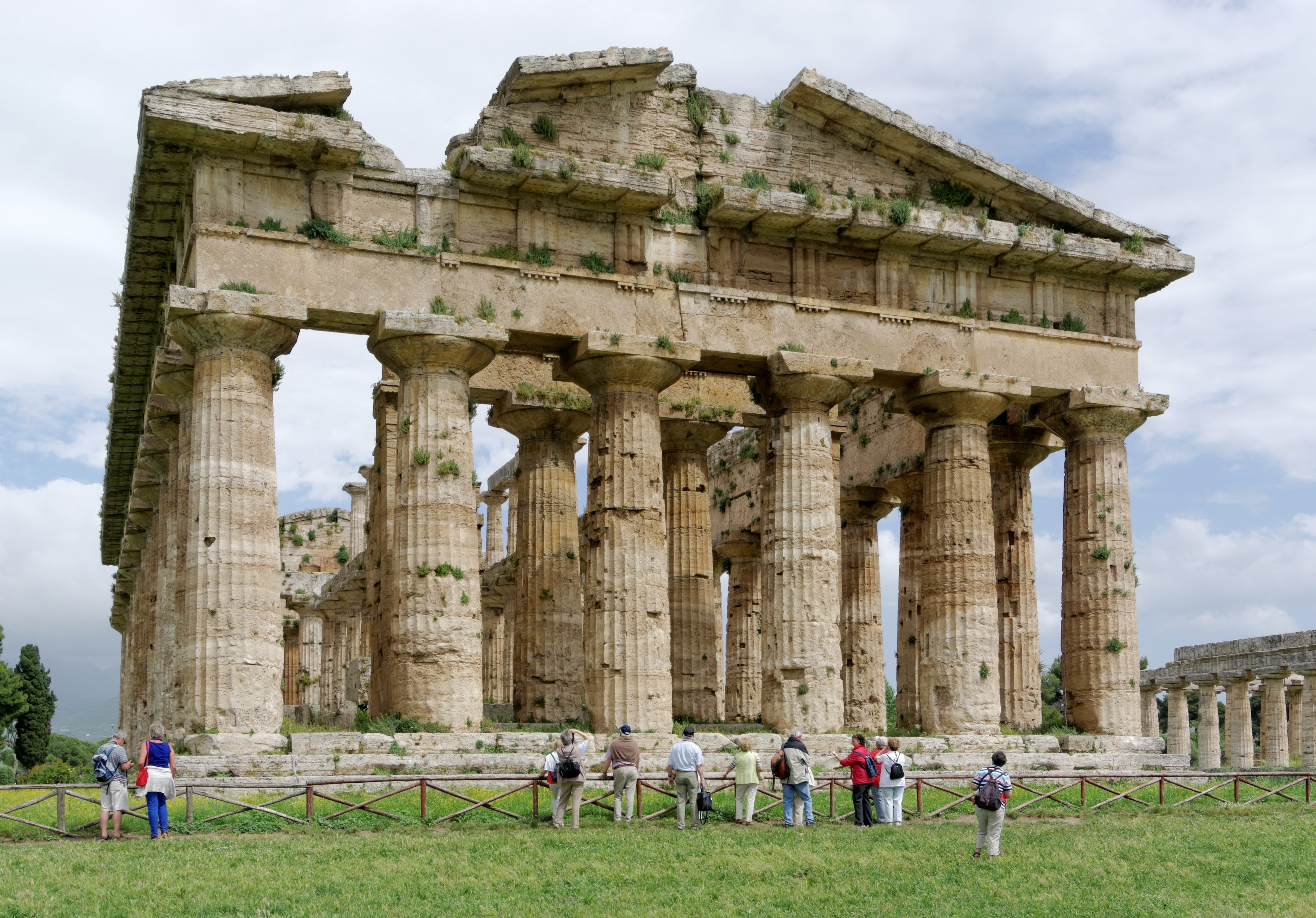
Temple d'Apol·lo a Paestum amb cel·la central

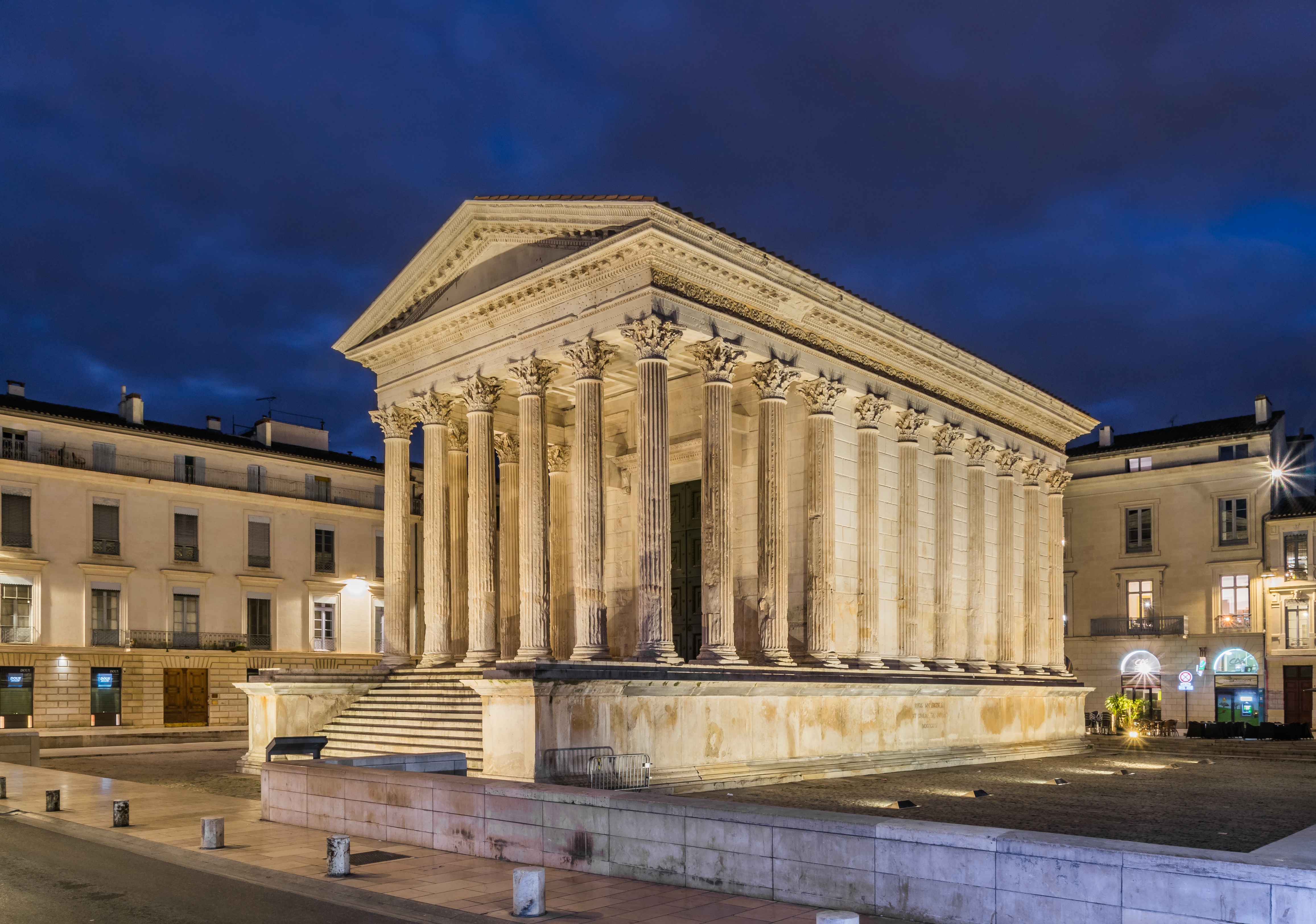
La Maison Carrée de Nimes amb la cel·la rere del pòrtic hexàstil

En els temples grecs i romans la cel·la és una habitació al centre de l'edifici, que usualment conté la imatge del culte o estàtua (execrada pels primers cristians com un "ídol") i que representa la deïtat particular venerada al temple. A més, la cel·la podia contenir una taula o plint per rebre ofrenes com les estàtues votives, pedres precioses i semiprecioses, cascs, llances, caps de fletxes i espases. Les ofrenes acumulades feren dels temples grecs i romans tresors autèntics, i molts se n'usaren com a tresor públic durant l'antiguitat clàssica.
La cel·la és una estança simple, rectangular i sense finestres, amb una porta o entrada oberta al front de la columnata de la façana del pòrtic. En temples més grans, la cel·la fou dividida per dues columnates en una nau central, flanquejada per dos corredors. La cel·la també podia contenir un àditon, una àrea interior d'accés restringit als sacerdots -en religions que tenien un clergat consagrat- o als guàrdies del temple.
Amb poques excepcions els edificis grecs eren de disseny perípter, cosa que situava la cel·la al centre de la planta, com el Partenó i el temple d'Apol·lo a Paestum.
Els romans preferiren edificis pseudoperípters amb un pòrtic que relega la cel·la a la part posterior.
El temple de Venus i Roma construït per Hadrià a Roma tenia dues cel·les tancades per un senzill peristil exterior.

## Antics temples egipcis
En el període ptolemaic de l'antic Egipte, la cel·la està oculta dins del sancta sanctorum del temple, en completa foscor, que simbolitza l'estat de l'univers abans de l'acte de la creació.

## Temples etruscs
Segons Vitruvi (Llibre IV.7), els temples etruscs (com ara a Portonaccio) tenien tres cellae, una al costat de l'altra, amb una filera doble de columnes a la façana. Això és una configuració completament nova, respecte a altres classes de construccions trobades a Etrúria i a la part tirrena d'Itàlia, que tenen una cel·la amb o sense columnes, semblant a Grècia i l'Orient.

## Esglésies cristianes
Al principi del cristianisme i en l'arquitectura romana d'Orient, la cel·la és una zona al centre de l'església reservada per realitzar la litúrgia.
En períodes posteriors una petita cambra monacal també s'anomenava "cel·la".